# Merkur Spiel-Arena
De Merkur Spiel-Arena (tot 2009 LTU arena en tot 2018 ESPRIT arena genaamd) is een multifunctioneel voetbalstadion met plaats voor 54.600 toeschouwers in de Duitse stad Düsseldorf. Sinds 2004 is het de thuisbasis van de voetbalclub Fortuna Düsseldorf en het verving het voormalige Rheinstadion, dat op dezelfde plek stond. Eerder had het stadion een capaciteit van 51.500 plaatsen, maar na het weghalen van stoeltjes is er een staanvak gemaakt waardoor de capaciteit is gestegen.
Het stadion heeft een dak dat gesloten kan worden en een speciaal verwarmingssysteem dat het complex kan verwarmen in de winter.
Ook de American footballers van Rhein Fire uit de inmiddels opgedoekte NFL Europa speelden er hun thuiswedstrijden.

## Eurovisiesongfestival 2011
Op 10, 12 en 14 mei 2011 werd in de arena het Eurovisiesongfestival 2011 gehouden. Daarvoor werd de arena tijdelijk omgedoopt tot Düsseldorf Arena, omdat Esprit Holdings geen sponsor van het festival was. Düsseldorf won de bid van Hannover, Berlijn en Hamburg. In het stadion konden tijdens het evenement ongeveer 25.000 toeschouwers.

## EK voetbal 2024
In 2024 werden in het stadion vijf wedstrijden van het EK voetbal gespeeld.
| №  | Datum        | Wedstrijd              | Uitslag               | Competitie               | Toeschouwers |
| -- | ------------ | ---------------------- | --------------------- | ------------------------ | ------------ |
| 1. | 17 juni 2024 | Oostenrijk – Frankrijk | 0 – 1                 | EK 2024 (groep D)        | 46.425       |
| 2. | 21 juni 2024 | Slowakije – Oekraïne   | 1 – 2                 | EK 2024 (groep E)        | 43.910       |
| 3. | 24 juni 2024 | Albanië – Spanje       | 0 – 1                 | EK 2024 (groep B)        | 46.586       |
| 4. | 1 juli 2024  | Frankrijk – België     | 1 – 0                 | EK 2024 (achtste finale) | 46.810       |
| 5. | 6 juli 2024  | Engeland – Zwitserland | 1 – 1 n.v. (5–3 n.s.) | EK 2024 (kwartfinale)    | 46.907       |